# Karatina (rodzaj)
Karatina – wymarły rodzaj owadów z rzędu muchówek i rodziny pozmrokowatych. W zapisie kopalnym znany od późnej jury do wczesnej kredy. Skamieniałości jego przedstawicieli znajdowane są na terenie Azji.
Głowa tych owadów zaopatrzona była w duże, zaokrąglone oczy oraz krótki aparat gębowy o dużych labellach. Długość czułków i głaszczków była w obrębie rodzaju różna. Miały one skrzydła o długości od 3,5 do 7,5 mm, których użyłkowanie charakteryzowały: żyłka subkostalna w około 70% tak długa jak skrzydło, rozwidlenie sektora radialnego za połową długości skrzydła, krótka do średnio długiej i zawsze wąska komórka dyskoidalna, krótka druga żyłka analna o ostatnim odcinku zakrzywionym ku brzegowi skrzydła. Odnóża były długie i cienkie, u niektórych gatunków ponad dwukrotnie dłuższe od ciała. Pierwszy człon ich stóp był od 2,3 do 4 razy dłuższy niż człon następny. Samice dysponowały bardzo małymi pokładełkami.
Dotychczas opisano 3 gatunki z tego rodzaju:
- Karatina explorans Krzemińska, Krzemiński, Dahl et Lukashevitch, 2009 – opisany na podstawie skamieniałości pochodzącej z walanżynu lub hoterywu, odnalezionej na Zabajkalu. Jego głowę cechowały czułki o wydłużonych członach i dwukrotnie dłuższe od głowy głaszczki. Długość skrzydła wynosiła 7,5 mm, a jego użyłkowanie cechował długi sektor radialny, biorący początek przed środkiem długości trzonu żyłki medialnej. Odnóża były 1,2 raza dłuższe od ciała[1].
- Karatina longipes (Rohdendorf 1964) – opisany na podstawie skamieniałości pochodzących z oksfordu lub kimerydu, odnalezionych w górach Karatau w Kazachstanie. Jego głowę cechowały paciorkowate czułki i krótkie głaszczki. Długość skrzydła wynosiła 3,5 mm, a jego użyłkowanie cechował krótki sektor radialny, biorący początek za środkiem długości trzonu żyłki medialnej. Odnóża były dwukrotnie dłuższe od ciała[1].
- Karatina pellita Krzemińska, Krzemiński, Dahl et Lukashevitch, 2009 – opisany na podstawie skamieniałości pochodzącej z oksfordu lub kimerydu, odnalezionej w górach Karatau w Kazachstanie. Jego głowę cechowały czułki o wydłużonych członach i dwukrotnie dłuższe od głowy głaszczki. Długość skrzydła wynosiła 3,5 mm, a jego użyłkowanie cechował krótki sektor radialny, biorący początek za środkiem długości trzonu żyłki medialnej. Odnóża były dwukrotnie dłuższe od ciała[1].